# Rușine

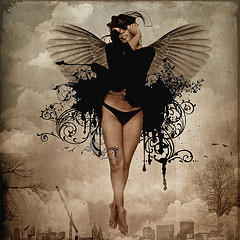
Îngerul ruşinii o operă de artă aparţinând neo-suprarealismului

Rușinea este o trăire lăuntrică complexă alcătuită dintr-un amestec de emoții simple precum frica, mânia, pudoarea, scupulele, regret sau tristețea și de sentimente precum neputiința, furie înăbușită, învinovățirea, goliciune sufletească. Se distinge de alte emoții prin dimensiunea sa socială, secretă, corporală și spirituală. Uneori e definită ca o versiunea socială a învinuirii care joacă un rol important în fobia socială. Este cel mai adesea rezultatul unei umilințe, înjosiri, nerealizări sau a unei imagini corporale nedorite precum murdăria, goliciunea trupească, urâțenia, vestimentație nepotrivită dar și o consecință a unei emotivități crescute în cazul persoanelor timide, rușinea neavând adesea o justificare reală. 